# Вебстерс-Кроссінгс (Нью-Йорк)
Вебстерс-Кроссінгс (англ. Websters Crossing) — переписна місцевість (CDP) в США, в окрузі Лівінгстон штату Нью-Йорк. Населення — 52 особи (2020).

## Географія
Вебстерс-Кроссінгс розташований за координатами 42°39′58″ пн. ш. 77°38′12″ зх. д. / 42.66611° пн. ш. 77.63667° зх. д. (42.666093, -77.636792).  За даними Бюро перепису населення США в 2010 році переписна місцевість мала площу 0,29 км², уся площа — суходіл.

## Демографія
Згідно з переписом 2010 року, у переписній місцевості мешкало 69 осіб у 31 домогосподарстві у складі 21 родини. Густота населення становила 242 особи/км².  Було 33 помешкання (116/км²).
Расовий склад населення:
| - 95,7 % — білих - 1,4 % — азіатів |

До двох чи більше рас належало 2,9 %. Частка іспаномовних становила 4,3 % від усіх жителів.
За віковим діапазоном населення розподілялося таким чином: 15,9 % — особи молодші 18 років, 62,4 % — особи у віці 18—64 років, 21,7 % — особи у віці 65 років та старші. Медіана віку мешканця становила 50,5 року. На 100 осіб жіночої статі у переписній місцевості припадало 97,1 чоловіків;  на 100 жінок у віці від 18 років та старших — 87,1 чоловіків також старших 18 років.
Цивільне працевлаштоване населення становило 5 осіб. Основні галузі зайнятості: виробництво — 100,0 %.